# Sunseeker

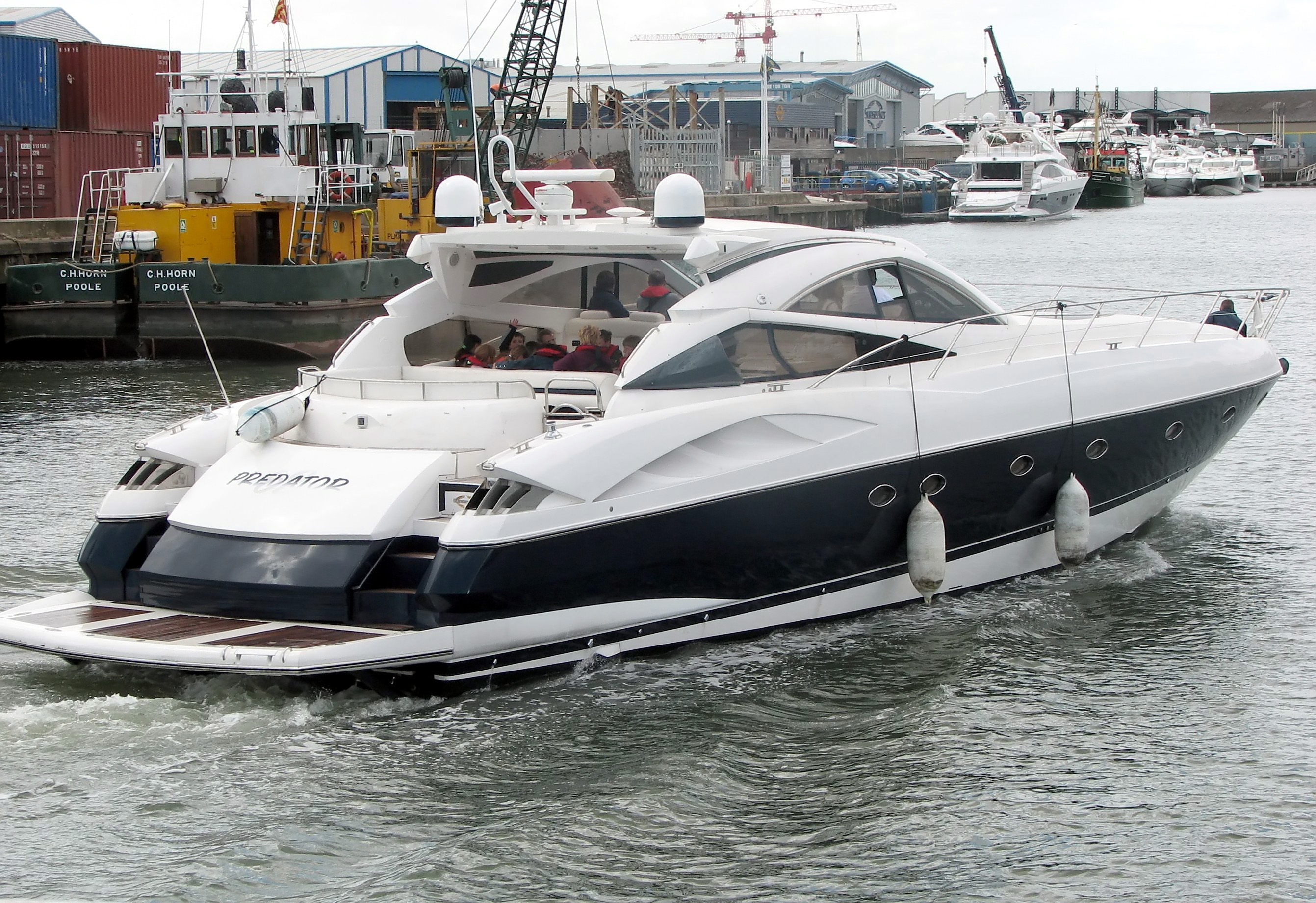
En Sunseeker i "Predator"-serien utanför fabriken i Poole.

Sunsekeer  är en brittisk tillverkare av motoryachts, med säte i Poole Harbour, Dorset. Företaget hette ursprungligen Poole Power Boats och importerade och distribuerade båtar från USA och Skandinavien. Sunseekers första båtar var 17 och 23 fot och sedan dess har de kommit att bygga allt större båtar. 2001 byggde de sin första båt över 100 fot.
Sedan 1999 har Sunseekers båtar synts i flera James Bond-filmer.